# 2012년 9월
| 2012년: 1월 · 2월 · 3월 · 4월 · 5월 · 6월 · 7월 · 8월 · 9월 · 10월 · 11월 · 12월 |

| <           | 2012년 9월 | 2012년 9월 | 2012년 9월 | 2012년 9월 | 2012년 9월 | >           |
| 일          | 월         | 화         | 수         | 목         | 금         | 토          |
|             |            |            |            |            |            | 1 7.15 을축 |
| 2 16 병인   | 3 17 정묘  | 4 18 무진  | 5 19 기사  | 6 20 경오  | 7 21 신미  | 8 22 임신   |
| 9 23 계유   | 10 24 갑술 | 11 25 을해 | 12 26 병자 | 13 27 정축 | 14 28 무인 | 15 29 기묘  |
| 16 8.1 경진 | 17 2 신사  | 18 3 임오  | 19 4 계미  | 20 5 갑신  | 21 6 을유  | 22 7 병술   |
| 23 8 정해   | 24 9 무자  | 25 10 기축 | 26 11 경인 | 27 12 신묘 | 28 13 임진 | 29 14 계사  |
| 30 15 갑오  |            |            |            |            |            |             |

| 편집하기 |

## 2012년9월 28일(금요일)
정치
- 중국 공산당 중앙정치국은 보시라이의 공직과 당적의 박탈 및 사법처리를 결정하다.

## 2012년9월 27일(목요일)
사회
- 곽노현 서울시 교육감이 징역형을 확정받아 교육감직을 상실하다.
- 구미공단에서 불산이 누출되는 사고로 5명이 죽고 18명이 다치다.

## 2012년9월 25일(화요일)
문화
- 제64회 에미상 시상식에서 홈랜드가 드라마 부문 최우수 작품상을 받다.

부고
- 미국의 가수 앤디 윌리엄스가 방광암으로 사망하다.

## 2012년9월 23일(일요일)
스포츠
- 몽골 출신의 스모 선수 하루마후지 고헤이가 제70대 요코즈나가 되다.

## 2012년9월 20일(목요일)
문화
- 싸이의 강남스타일이 유튜브의 역대 최고 좋아요 수로 기네스북에 오르다.

## 2012년9월 19일(수요일)
정치
- 안철수 서울대학교 교수가 대통령 선거에 출마하겠다고 공식 선언하다.

## 2012년9월 17일(월요일)
재난/재해
- 태풍 산바가 대한민국에 북상하여 많은 피해를 입히다.

## 2012년9월 16일(일요일)
정치
- 민주통합당의 18대 대통령 선거 후보로 문재인이 결정되다.

## 2012년9월 14일(금요일)
경제
- 신용평가회사 S&P가 대한민국의 국가신용등급을 A에서 A+로 한 단계 올리다.

정치
- 대한민국의 일부 정부 기관이 서울특별시에서 세종시로 이전하다.

## 2012년9월 13일(목요일)
사회
- 울산 자매 살인사건의 범인이 사건발생 55일만에 붙잡히다.

## 2012년9월 11일(화요일)
국제
- 리비아와 이집트에서 미국 대사관 습격 사건이 발생하다.

## 2012년9월 8일(토요일)
문화
- 김기덕 감독이 베니스 국제영화제에서 《피에타》로 영화제 최고상인 황금사자상을 수상하다.

국제
- 러시아 블라디보스토크에서 APEC회의가 열리다.

## 2012년9월 6일(목요일)
경제
- 신용평가사 피치가 대한민국의 신용등급을 AA-로 상향 조정하다.

## 2012년9월 3일
문화
- 대한민국의 현대방송주식회사, 화이트커뮤니케이션에서 운영한 비지상파 종합애니메이션채널인 애니라이프를 개국하였다.